# Más que un hombre
Más que un hombre és una pel·lícula argentina històrica i de comèdia dramàtica de 2007 dirigida per Dady Brieva i Gerardo Vallina i protagonitzada per Dady Brieva, Luis Ziembrowski, Esteban Mellino, Ricardo Galli, Julián Krakov i Norma Argentina. La pel·lícula és el debut cinematogràfic en direcció de Brieva, qui a més co-va escriure el guió i el conte en el qual està basat l'argument.

## Argument
La història, que esdevé durant l'última dictadura cívico-militar argentina (1976-1983), se centra en un guerriller que escapa de la repressió i el terrorisme d'Estat vigent i és protegit per un duo d'amics homosexuals que l'oculten en el seu barri, on haurà de fer-se passar per la parella d'un d'ells per poder sobreviure.
D'antuvi el títol original del film anava a ser Pedile a San Antonio (en referència a la cançó "Los domingos" de Sergio Denis i el la seva tonada: «Pedile a San Antonio que te mande un novio»); després es va decidir que fora —d'acord amb el títol original del conte en el qual es basa el film— Putos eran los de antes, però poc abans de l'estrena el mateix es va canviar finalment per Más que un hombre.

## Repartiment
- Dady Brieva... Norberto
- Luis Ziembrowski... Telmo
- Ricardo Galli... Coronel Zavaleta
- Julián Krakov... Olaf
- Mabel Manzotti... Doña Dominga
- Raquel Albéniz... Doña Zabaleta
- Violeta Naón... Mónica
- Carla Pantanali Sandrini... Mercedes
- Esteban Mellino... Rengo
- Matías Cutro... Tito Anderle
- Hernán Romero... Luis Anderle
- Juan Acosta... Ángel
- Natalia Malmoria... Lucia Peralta
- Norma Argentina... Doña Sara

## Producció
La pel·lícula va ser rodada íntegrament a la província de San Luis. Va se estrenada el 4 d'octubre de 2007.

## Premis
- XIV Mostra de Cinema Llatinoamericà de Lleida: Premi de l'Audiència[4]
- Premis Cóndor de Plata 2008: nominat a la millor opera prima, millor actor revelació i actor protagonista,[5][6]